# Dolná Ves
Dolná Ves es un municipio situado en el distrito de Žiar nad Hronom, en la región de Banská Bystrica, Eslovaquia. Tiene una población estimada, en abril de 2024, de 230 habitantes.

## Demografía
| Año        | 1994 | 2004    | 2014    | 2024    |
| ---------- | ---- | ------- | ------- | ------- |
| Población  | 242  | 227     | 235     | 234     |
| Diferencia |      | −6,19 % | +3,52 % | −0,42 % |

| Año        | 2023 | 2024    |
| ---------- | ---- | ------- |
| Población  | 231  | 234     |
| Diferencia |      | +1,29 % |